# فرناند تشوكيت
فرناند تشوكيت هو محامي وقاضي وأستاذ جامعي وسياسي كندي، ولد في 27 أكتوبر 1895 في مونتماغني في كندا، وتوفي في 17 يناير 1975 في مدينة كيبك في كندا. نشط حزبياً في حزب كيبيك الليبرالي. وقد انتخب عضو الجمعية الوطنية في كيبك ‏.